# Bunomys penitus
Bunomys penitus es una especie de roedor miomorfo de la familia Muridae.

## Distribución
Es endémica de las selvas montanas del centro y sur de la isla de Célebes (Indonesia).